# Viktor Spasov
Viktor Spasov (19. července 1959 – 15. srpna 2005 Kyjev) byl ukrajinský atlet, halový mistr Evropy ve skoku o tyči z roku 1982.

## Kariéra
Jeho prvním úspěchem bylo vítězství na mistrovství Evropy juniorů v roce 1977. V roce 1982 se stal halovým mistrem Evropy ve skoku o tyči, zároveň si vytvořil svůj osobní rekord výkonem 570 cm.